# Elisabetta Canalis

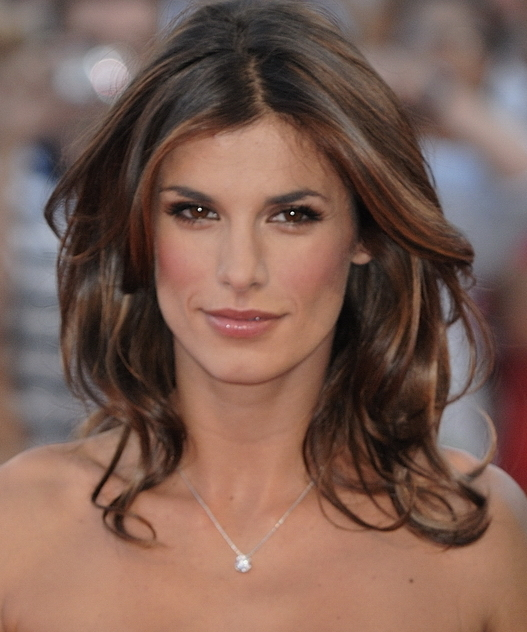
Elisabetta Canalis (2009)

Elisabetta Canalis (* 12. September 1978 in Sassari, Sardinien, Italien) ist eine italienische Schauspielerin und Model.

## Leben
Canalis spielte Rollen in Filmen wie Deuce Bigalow: European Gigolo und Virgin Territory mit Mischa Barton und Hayden Christensen. Sie war außerdem Showgirl in Striscia la notizia, einer der bekanntesten Shows in Italien. Im Jahr 2007 moderierte sie das jährliche Musikfestival „Festivalbar“. Bis 2009 war sie mit dem italienischen Fußballer Christian Vieri liiert; von 2009 bis 2011 mit dem Schauspieler George Clooney. Im Juni 2011 gaben Clooney und Canalis ihre Trennung bekannt. Vom 15. bis zum 19. Februar 2011 präsentierte sie zusammen mit Gianni Morandi und Belén Rodríguez das alljährlich in Sanremo stattfindende Festival di Sanremo.
In Deutschland tritt sie als Werbegesicht für die Süßware Giotto des italienischen Süßwarenherstellers Ferrero sowie für die Expressi-Kaffeekapseln des Discounters Aldi auf.
Im September 2011 ließ sich Canalis für die  „Lieber-nackt-als-im-Pelz“-Kampagne der Tierrechtsorganisation PETA nackt fotografieren. Bei den Filmfestspielen von Cannes 2012 war sie Teil der 24/7-Werbekampagne von Sacha Baron Cohen für Der Diktator.
Am 14. September 2014 heiratete Elisabetta Canalis den Chirurgen Brian Perri. Im September 2015 kam ihre gemeinsame Tochter Skyler Eva zur Welt.

## Filmografie
- 2005: Deuce Bigalow: European Gigolo
- 2005: Love Bugs (Fernsehserie, zwei Folgen)
- 2006: Natale a New York
- 2007: Virgin Territory
- 2008: La seconda volta non si scorda mai
- 2008: La fidanzata di papà
- 2010: A Natale mi sposo
- 2010: Fratelli Benvenuti (Fernsehserie, vier Folgen)
- 2010: Leverage (Fernsehserie, fünf Folgen)
- 2018: L’isola di Pietro (Fernsehserie, sechs Folgen)
- 2024: Come far litigare mamma e papà